# ニューモデル軍
ニューモデル軍（New Model Army, 1645年 - 1660年）とは、清教徒革命（イングランド内戦）期のイングランドで創設された軍隊である。各地からの寄せ集めの将士で構成された従来の軍制を一新、議会の指揮下で集められ議会派の新たな軍隊として王党派との内戦を勝利に導いた。王政復古で解散されたが、一部は近衛兵として引き継がれ存続、イギリスにおける国民軍（常備軍）の先駆として評価されている。

## 誕生までの経緯
1642年の第一次イングランド内戦開始時から議会派（長期議会）はハンディキャップを背負っていた。それは軍が弱い点で、王党派は国王チャールズ1世が封建制度に基づき各地へ命令を下し、受け取った貴族・ジェントリが配下を召集した自前の手勢を集め、歴戦の兵を動員出来た。ところが議会派は民兵条例で同じく地方からの召集で徴兵したが、これら民兵軍はアマチュアかつ地元から他の地域への出兵を嫌がり戦闘意欲・士気が低いため、寄せ集めの軍勢にならざるを得ず、内戦序盤のエッジヒルの戦い・アドウォルトン・ムーアの戦いでは国王軍に苦戦し続けていた。
加えて、議会軍の指揮官にもやる気のなさと連携の欠如が見られ、総司令官エセックス伯ロバート・デヴァルーと東部連合司令官マンチェスター伯エドワード・モンタギューは国王軍を前にしながらろくに戦わず、たびたび進軍を遅らせたり議会の攻撃命令を拒否して勝機を逃す場面があった。西部連合司令官ウィリアム・ウォラーも活発な軍事行動を展開しながら両者との連携が無かったため苦戦を強いられ、1644年7月2日のマーストン・ムーアの戦いでは厳粛な同盟と契約で同盟を結んだスコットランド国民盟約（盟約派）からの援軍で王党派を破った議会派だが、このままでは内戦終結など覚束ない状態だった。
1644年11月、マンチェスター伯の軍事行動が議会で取り上げられた際、東部連合副司令官兼鉄騎隊隊長オリバー・クロムウェルはマンチェスター伯を非難し、そこから論争が巻き起こった。議会派は内戦が進むにつれ分裂していたがこの論争で和平派（長老派）と徹底抗戦派（独立派）が形成され、前者はクロムウェル排除、後者はクロムウェル擁護を図った。上院とスコットランドは長老派が占めてマンチェスター伯を擁護、独立派の拠点である下院はクロムウェル支持を表明、議会を巻き込んだ政争は激化していった。
事態が動いたのは12月9日、クロムウェルが議会で演説した時だった。彼は戦争の長期化を避けて一刻も早い終結を呼びかけ、それに応えるように長老派から両院議員の軍指揮官兼任を禁止する辞退条例が議会へ提出された。長老派が条例を出した狙いはクロムウェルを軍から排除する目的にあったが、クロムウェルら独立派は指揮官の刷新という広い視野に立っていたため、彼はそれを受け入れ軍から離れた。上院は辞退条例を拒否して年が明けた1645年1月に廃案となったが、議会も軍制改革の必要性を感じていたため、スコットランドとイングランドから選出された委員からなる両王国委員会は1645年1月に結論を纏め、民兵軍とは別に議会軍を新設、各州からの徴税で軍資金を調達する構想を発表した。これを元に軍創設と指揮官の変更が行われ、2月15日にニューモデル条例が可決、1度廃案となった辞退条例も態度を軟化させた上院が通したため4月3日に成立、エセックス伯とマンチェスター伯、クロムウェルら議員は軍から排除され、ニューモデル軍司令官は内戦の軍事経験が注目されトーマス・フェアファクスが就任した。

## 組織
ニューモデル軍は歩兵12個連隊14,400人・騎兵11個連隊6,600人・竜騎兵10個連隊1,000人・合計22,000人の軍隊からなる。司令官はフェアファクスだが、副司令官兼騎兵隊長としてクロムウェルが辞退条例の例外として選ばれた。
軍の特徴は議会の名において編成された指揮系統の一元化およびローカリズムの克服という問題解決が図られ、エセックス伯の軍とマンチェスター伯の東部連合軍・ウォラーの西部連合軍や他の地方民兵軍を整理統合、クロムウェルが率いていた鉄騎隊を中核として編成された。独立派からピューリタンの従軍牧師が兵士へ説教し、宗教的団結を呼びかけ兵士に大きな影響を与え、王党派を反キリストになぞらえ千年王国実現を主張し兵士層の共感を集めた。総勢はニューモデル軍・地方軍合わせて60,000人 - 70,000人に達したが、後述する財政難による軍縮で人数は削られたり、続く戦争で逆に拡大する場合もあり、1649年のイングランド共和国成立時は約44,000人になったが、1652年は70,000人に増員、以後は縮小され1658年に42,000人前後、王政復古期には28,000人まで削減された。
国王軍騎兵隊、特にチャールズ1世の甥のカンバーランド公ルパートが率いる騎兵隊は議会軍の脅威だったため、議会軍も騎兵隊の拡充と対抗する戦術の考案に迫られた。重装備の甲騎兵を排除し代わりに軽装備でマスケット銃を武器にした銃兵隊と竜騎兵に編成、戦闘は先手を取ることと早撃ちを戒め、眼前で発射した後騎馬突撃する方法を採用した。歩兵部隊もマスケット銃装備と地形を巧みに利用した待機からの一斉射撃で戦闘技術を向上していった。これらは三十年戦争で活躍したスウェーデン王グスタフ2世アドルフの戦術を積極的に導入した結果といわれる。装備・補給も議会が保証、軍の士気も良好になり、以上の諸点からニューモデル軍はイングランドにおける近代的国民軍と位置付けられている。
主要士官は次の通りで、後に出世した人物も多くいた。
| 氏名                       | 出身                 | 階級・地位                       | 階層                   |
| -------------------------- | -------------------- | -------------------------------- | ---------------------- |
| トーマス・フェアファクス   | ヨークシャー         | 総司令官                         | ジェントリ             |
| オリバー・クロムウェル     | ハンティンドンシャー | 副司令官→総司令官 護国卿         | ジェントリ             |
| ロバート・ブレイク         | サマセット           | ゼネラル・アット・シー           | 貿易業者               |
| リチャード・ディーン       | グロスタシャー       | ゼネラル・アット・シー           | 貿易業者               |
| フィリップ・スキッポン     | ノーフォーク         | 副司令官 陸軍少将 軍政監         | ジェントリ・職業軍人   |
| チャールズ・フリートウッド | ノーサンプトンシャー | 陸軍中将 アイルランド総督 軍政監 | ジェントリ             |
| エドマンド・ラドロー       | ウィルトシャー       | 陸軍中将 アイルランド総督        | ジェントリ             |
| トマス・ハリソン           | スタッフォードシャー | 陸軍少将                         | 肉屋（または牧畜業者） |
| ヘンリー・アイアトン       | ノッティンガムシャー | 陸軍少将 アイルランド総督        | ジェントリ             |
| ジョン・ランバート         | ヨークシャー         | 陸軍少将 軍政監                  | ジェントリ             |
| ジョージ・マンク           | デヴォン             | 陸軍少将                         | ジェントリ・職業軍人   |
| トマス・プライド           | ロンドン             | 陸軍大佐                         | ロンドンの醸造業者     |

同時代人はニューモデル軍兵士について、信仰心が篤く正直で団結心が高い兵士の礼儀正しさと資質の高さを称賛した。だが同時に分離派が軍に入り込み、政治について話し合い急進的な方法に傾く集団になりつつある危険性も察知、これは後に大きな禍根を残した。

## 変遷

### 内戦活躍と政治勢力化
1645年2月から始まったニューモデル軍の編成は遅れ、王党派との対決は6月14日のネイズビーの戦いまでずれ込んだ。開戦当初は苦戦したが、戦いはフェアファクス・クロムウェルら指揮官達の奮戦でニューモデル軍の大勝利に終わった。戦後の掃討作戦も順調に進み、1646年に第一次内戦は議会派の勝利に終わり、勝利に貢献したニューモデル軍およびクロムウェルの威信は高まった。
だが内戦が終わると、財政難から軍の維持が困難になると同時に、独立派が浸透した軍を議会を牛耳る長老派が警戒、軍の解散を画策し始めた。負担が大きいのは事実で、ニューモデル軍創設前から各地へ割り当てた週割課税（後に月割課税へ変更）と消費税で賄っていた収入は支出より少なく常に赤字、兵士へ給料を支払えず遅延および将来への支払い約束（支払い証書の発行）で先延ばしせざるを得なかった。しかし議会（長老派）は軍解散を目論み一部だけアイルランド遠征に差し向け、残りは解散という計画を練った。これに激しく反発した兵士達は困窮も伴い政治に強い不満を抱き、かねてより軍内部に広まっていた分離派の一派・平等派に入り政治改革を主張し始めた。この時から議会と軍の対立が始まり、長く続く構図となっていった。
クロムウェルは議会と軍の板挟みに苦しんだが、1647年に軍に身を投じ上官のフェアファクスおよび部下で婿のヘンリー・アイアトンらと議会と軍の利害調整に取り組み、軍内部でも平等派と独立派の利害調整に尽力した。それが『建議要目』・『人民協定』発表およびパトニー討論出席に繋がり、時には平等派の暴動もあったが、クロムウェルは素早く鎮圧してギリギリの判断で軍の忠誠を繋ぎとめた。これと前後して、議会派の軟禁から脱走したチャールズ1世が議会派との関係が悪化していたスコットランドと和睦、翌1648年に第二次イングランド内戦が勃発するとニューモデル軍はフェアファクス・クロムウェルの指揮下で再び駆り出され、プレストンの戦いでクロムウェルとジョン・ランバート率いる軍はスコットランド軍を撃破、短期間で第二次内戦を終わらせた。
にも拘らず、議会の軍に対する冷淡な態度は相変わらずで、チャールズ1世との和睦工作とそれに抗議する軍を無視したため、12月6日に軍は政治介入を決断、プライドのパージで議会長老派は追放、独立派と軍幹部が主導権を握ったランプ議会は1649年にチャールズ1世を処刑しイングランド共和国を創設、清教徒革命は新たな段階に入った。

### 議会との度重なる対立
共和国の敵対勢力を排除するため、クロムウェルは5月に平等派を弾圧、8月にニューモデル軍を率いてアイルランド侵略を敢行、アイルランド・カトリック同盟および王党派を各地で撃破した。この時軍はアイルランドにいるカトリック勢力への憎悪に駆られて悪名高い住民虐殺を繰り返し、現在まで続くアイルランド問題の発端を作った。また侵略は兵士の未払い給料を奪った土地かその証券で弁済する側面もあり、土地売買が頻繁に行われたが、貧しい兵士達は安値で手早く土地を売るしかなくなり、土地は富裕層に渡り兵士の貧困は続くという悪循環に陥った。
1650年5月、クロムウェルは途中で遠征を切り上げ帰国、7月からスコットランド遠征（第三次イングランド内戦）に出向いた。司令官フェアファクスはスコットランドとの戦争を拒否・辞職したためクロムウェルが司令官となり、彼の指揮下でニューモデル軍は9月3日のダンバーの戦い、翌1651年9月3日のウスターの戦いで連勝、チャールズ1世の息子チャールズ2世を亡命へ追いやり内戦を終結させた。
だが軍と議会の対立は続き、議会は第一次英蘭戦争で財政が傾いたため軍の給料減額と軍縮を進め、反発した軍幹部ランバートとトマス・ハリソンはクロムウェルに解散を詰め寄り、1653年4月にランプ議会は軍と同調したクロムウェルとハリソンのクーデターで解散された。軍の士官会議は7月にベアボーンズ議会を開会させたが、この議会も軍への支給減額を図ったため12月に軍の圧力で解散され、ランバートが中心とした士官会議は『統治章典』を公布、軍を支持基盤に置いたクロムウェルを護国卿とした政権を発足させた。
こうした状況で、軍に再び動揺が現れた。兵士がバプテストとクエーカーの信者になり、占領地や軍の統制を乱したのである。バプテストは軍幹部でアイルランド総督になったチャールズ・フリートウッドの下でカトリック弾圧政策を行い占領統治を混乱させ、クエーカーはスコットランドとアイルランドで軍内部に信者を増やし、非暴力主義を実践して軍に支障をきたした。前者はフリートウッドと交代したクロムウェルの息子ヘンリー・クロムウェルに、後者はスコットランド軍総司令官ジョージ・マンクに排斥された。
クロムウェルを護国卿に就任した後もしばしば軍と議会の対立が発生した。1654年9月に召集された第一議会は統治章典の項目変更と軍統帥権を議会固有の権限とするよう主張、ランバートら軍幹部が属する国務会議とクロムウェルは反対し、妥協出来ないまま1655年1月に議会は解散された。8月の軍政監設置で軍事独裁が強まったが長く続かず、1656年9月に第二議会が召集されると軍事独裁が非難され軍政監は廃止、クロムウェルが次第に体制安定を求め1657年に議会が彼の国王即位を提案した際、軍は反対したためクロムウェルは王にはならなかったが、事実上王政に近い体制を作る『謙虚な請願と勧告』が公布された。それでも体制安定はならず1658年2月に議会は解散、9月にクロムウェルも死去した。軍はクロムウェルの支持勢力であり続けたが、この頃になるとクロムウェルに批判的になり反対派に移ったハリソンなど軍幹部が排除され、後から軍に入った幹部は非政治的な職業軍人で占められたため、軍はクロムウェルの統制が強化された代わりに没個性的な職業軍人集団と化した。

### 終焉
クロムウェル亡き後、息子のリチャード・クロムウェルが護国卿となったが無力で、軍はこれに乗じて共和派と手を組み、第三議会と協力しようとしたリチャードに示威行動を取り、1659年4月に議会を解散させた後は5月にランプ議会を復活、リチャードを辞任に追いやった。ところが軍はランプ議会と対立、続くランバートのクーデター、それに対するスコットランドからのマンク軍襲来など情勢は混乱、国民の支持を失った軍は主導権を失い、対するマンクは1660年にチャールズ2世をイングランドへ迎え入れ王政復古を成し遂げた。それに伴いニューモデル軍も解散された。
とはいえ国王警備など最低限の軍事力は必要と見直され、ニューモデル軍の一部だったマンクの軍隊は近衛連隊（コールドストリームガーズ）として存続した。またチャールズ2世・ジェームズ2世兄弟は常備軍の再編成を進めたが国民に不評で、1688年の名誉革命でジェームズ2世が追放された後、議会は自らの統制下で常備軍を置くことを決め、1689年に1年おきの時限立法である軍律法が制定された。以後、国王から議会に統制が移った状態で常備軍は発展していった。